# Zanurzenie (matematyka)
Zanurzenie (włożenie) – odwzorowanie różnowartościowe {\displaystyle f\colon A\rightarrow B} obiektu {\displaystyle A} w obiekt {\displaystyle B} zachowujące własności obiektu zanurzanego (to, o jakie własności chodzi, zależy od rozważanej teorii).
Istnienie zanurzenia implikuje istnienie w obiekcie {\displaystyle B} podzbioru „identycznego” z obiektem {\displaystyle A.}

## Teoria kategorii
W teorii kategorii odpowiednikiem zanurzenia jest monomorfizm. W zależności od rozpatrywanej kategorii, np. Set, Top, Gr, VectK, monomorfizmami są odwzorowania różnowartościowe, homeomorfizmy, homomorfizmy różnowartościowe, przekształcenia liniowe różnowartościowe.

## Teoria mnogości
W teorii zbiorów zanurzeniem zbioru {\displaystyle A} w zbiór {\displaystyle B} jest funkcja różnowartościowa {\displaystyle f\colon A\to B.}
Zbiór {\displaystyle A} można wtedy utożsamić ze zbiorem {\displaystyle f(A),} gdzie {\displaystyle f(A)\subset B.}

### Twierdzenie
Jeśli dla zbiorów {\displaystyle A} i {\displaystyle B} istnieją zanurzenia
{\displaystyle f\colon A\to B} i {\displaystyle g\colon B\to A,}
to istnieje funkcja różnowartościowa {\displaystyle h\colon B\rightarrow A,} że
{\displaystyle h(B)=A}.
Twierdzenie to jest równoważne twierdzeniu Cantora-Bernsteina.
Dowód
Można założyć, że {\displaystyle A} jest podzbiorem {\displaystyle B,} a funkcja {\displaystyle f=id_{A}} realizuje to zawieranie. Niech {\displaystyle Z_{n}} będzie ciągiem określonym rekurencyjnie:
{\displaystyle Z_{0}=B\setminus A,Z_{n+1}=g(Z_{n})\,{\text{dla }}n=0,1,2,\dots }
Niech {\displaystyle Z=\bigcup \limits _{n=0}^{\infty }Z_{n}.} Wtedy {\displaystyle g(Z)=\bigcup \limits _{n=1}^{\infty }Z_{n}\subset A} oraz {\displaystyle B\setminus Z=B\setminus (B\setminus A\cup g(Z))=A\setminus g(Z).}
Funkcja
{\displaystyle h(x)={\begin{cases}g(x)&{\text{dla }}x\in Z\\x&{\text{dla }}x\in B\setminus Z\end{cases}}}
jest bijekcją, bo
{\displaystyle Z\cap (B\setminus Z)=\varnothing ,}
{\displaystyle h(Z)\cap h(B\setminus Z)=g(Z)\cap (A\setminus g(Z))=\varnothing ,}
skąd wynika, że {\displaystyle h} jest injekcją (czyli odwzorowaniem różnowartościowym) oraz
{\displaystyle h(Z)\cup h(B\setminus Z)=g(Z)\cup (A\setminus g(Z))=A,}
skąd wynika, że {\displaystyle h} jest surjekcją (czyli odwzorowaniem „na”).

## Topologia

### Topologia ogólna
W topologii ogólnej zanurzeniem przestrzeni {\displaystyle A} w przestrzeń {\displaystyle B} nazywa się odwzorowanie {\displaystyle f\colon A\to B,} takie że przestrzeń {\displaystyle A} jest homeomorficzna ze swoim obrazem {\displaystyle f(A).}

#### Przykłady
- Okrąg jest homeomorficzny z dowolną krzywą zamkniętą zwyczajną (z łukiem zamkniętym) w przestrzeni {\displaystyle {\mathcal {R}}^{3}.} Oznacza to, że można okrąg zanurzyć w przestrzeni {\displaystyle A,} znajdując odwzorowanie różnowartościowe {\displaystyle f} (zanurzenie), takie że obrazem okręgu {\displaystyle O} jest pewna krzywa {\displaystyle \gamma =f(O)\in A.}
- W szczególności można badać łuki zamknięte na płaszczyźnie. Mogą one być regularne, jak płatki śniegu.

Łuk zamknięty (Płatek Kocha – iteracja 2)
Łuk zamknięty (Płatek Kocha – iteracja 3)
Łuk zamknięty (Płatek Kocha – iteracja 5)

Mogą także przyjmować formy nieregularne.
Twierdzenie Jordana: Każdy łuk zamknięty na płaszczyźnie rozcina ją na dwa obszary i jest ich wspólnym ograniczeniem.
Teoria węzłów zajmuje się zanurzeniami okręgu w przestrzeń trójwymiarową.

Tablica wszystkich węzłów pierwszych z co najwyżej siedmioma punktami skrzyżowania

### Topologia różniczkowa
W topologii różniczkowej zanurzeniem przestrzeni {\displaystyle A} w przestrzeń {\displaystyle B} jest dyfeomorfizm {\displaystyle f\colon A\to B.}

#### Twierdzenie teoriirozmaitości gładkich
Zwarta {\displaystyle k}-wymiarowa rozmaitość gładka klasy gładkości {\displaystyle m>1} (tzn. {\displaystyle m} razy różniczkowalna) może być regularnie i dyfeomorficznie zanurzona w przestrzeń euklidesową {\displaystyle E^{2k+1}} o wymiarze {\displaystyle 2k+1.} Klasa gładkości dyfeomorfizmu jest równa {\displaystyle m}.
Np. butelkę Kleina można dyfeomorficznie zanurzyć w przestrzeń euklidesową 5-wymiarową.

### Topologia metryczna
Zanurzeniem przestrzeni metrycznej {\displaystyle A} w przestrzeń metryczną {\displaystyle B} jest izometria {\displaystyle f\colon A\to B.}

## Algebra
W algebrze zanurzeniami są homomorfizmy różnowartościowe struktur algebraicznych.

### Teoria grup
Homomorfizm {\displaystyle h\colon H\rightarrow G} grupy multiplikatywnej {\displaystyle H} w grupę multiplikatywną {\displaystyle G} jest zanurzeniem, jeśli {\displaystyle \ker(h)=\{1\}.}

#### Przykłady
- Grupę {\displaystyle {\textrm {SO}}_{2}(\mathbb {R} )} obrotów płaszczyzny dokoła punktu (np. początku układu współrzędnych) można zanurzyć w grupę multiplikatywną ciała liczb zespolonych {\displaystyle \mathbb {C} ^{*}}

{\displaystyle \exp :R_{O}^{\alpha }\mapsto e^{i\alpha },}
gdzie {\displaystyle R_{O}^{\alpha }={\begin{bmatrix}\cos {\alpha }&-\sin {\alpha }\\\sin {\alpha }&\cos {\alpha }\end{bmatrix}}\in {\textrm {SO}}_{2}(\mathbb {R} )} dla kąta {\displaystyle \alpha \in \langle 0;2\pi ).}
Grupę {\displaystyle {\textrm {SO}}_{2}(\mathbb {R} )} można zatem utożsamić z okręgiem jednostkowym na płaszczyźnie zespolonej {\displaystyle \{e^{i\alpha }:\alpha \in \langle 0;2\pi )\}.}

### Teoria ciał
- Każdy homomorfizm {\displaystyle \varphi \colon K\to P} ciała {\displaystyle K} w pierścień przemienny niezerowy {\displaystyle P} jest zanurzeniem (jego obraz jest izomorficzny z ciałem {\displaystyle K})[6].
- W każdym ciele jest zanurzone albo ciało liczb wymiernych {\displaystyle \mathbb {Q} ,} albo ciało {\displaystyle p}-elementowe {\displaystyle \mathbb {F} _{p},} gdzie {\displaystyle p} jest liczbą pierwszą. W pierwszym wypadku ciało ma charakterystykę 0, a w drugim – charakterystykę {\displaystyle p}[7].
- Każde ciało jest zanurzone w pewnym ciele algebraicznie domkniętym[8].

### Teoria pierścieni
- Każdy pierścień bez dzielników zera można zanurzyć w jego pierścień ułamków[9].

### Teoria modułów
- Niech {\displaystyle P} będzie pierścieniem przemiennym z jedynką. Podzbiorem multiplikatywnie zamkniętym {\displaystyle S} w {\displaystyle P} jest zbiór zawierający 1 i zamknięty względem mnożenia[10]. Niech {\displaystyle M} będzie modułem nad pierścieniem {\displaystyle P.} Na iloczynie kartezjańskim {\displaystyle M\times S} można określić relację równoważności „{\displaystyle \equiv }”:

{\displaystyle (m,s)\equiv (m^{1},s^{1})} ⇔ dla pewnego {\displaystyle t\in S} zachodzi równość {\displaystyle t(ms^{1}-m^{1}s)=0.}
Klasy równoważności tej relacji nazywa się ułamkami i oznacza się je {\displaystyle m/s,} a ich zbiór modułem ułamków {\displaystyle S^{-1}M.} Podobnie można określić pierścień ułamków {\displaystyle S^{-1}P.} Zbiór {\displaystyle S^{-1}M} jest modułem nad pierścieniem {\displaystyle S^{-1}P.} Wtedy jeśli
{\displaystyle f\colon N\to M} jest zanurzeniem modułu {\displaystyle N} w moduł {\displaystyle M,}
to odwzorowanie
{\displaystyle S^{-1}f(n/s)=f(n)/s}
jest zanurzeniem {\displaystyle S^{-1}N} i {\displaystyle S^{-1}M}.